# Dejan Lučić
Dejan Lučić (Beograd, 1950.) srpski je nakladnik, publicist i geopolitičar.

## Životopis
Dejan Lučić rođen je u Beogradu 1950. godine. Završio je Fakultet političkih znanosti Sveučilišta u Beogradu, zajedno s bivšim načelnikom državne bezbedosti Jovicom Stanišićem, i zapovjednikom specijalnih jedinica državne sigurnosti Frankom Simatovićem Frenkijem, obojica haaški optuženici za najteže ratne zločine s kojima je ostao dugogodišnji prijatelj.
Njegova povezanost sa srpskim obavještajnim podzemljem[nedostaje izvor] rezultirala je i nizom knjiga povezanih s kriminalnim srpskim doušničkim podzemljem u kojima Lučić "otkriva tajne" doušničkog zanata. 
Bio je član Srpskog pokreta obnove (SPO) Vuka Draškovića. U svojim nastupima na lokalnim TV postajma često koristi govor mržnje.[nedostaje izvor]

## Književni rad

### Tematika
Dejan Lučić u svojim knjigama bavi se tematikom teorija urote poput masonerije, tajnih društava, Rimokatoličke crkve i sl., koje predstavlja u svojim špijunsko-obavještajnim romanima. Poznat je kao kompilator koji za svoja djela koristi literaturu u kojoj se stigmatizira Vatikan, Islam, Židove, Hrvate, Albance i ine.[nedostaje izvor]

### Promocije
Dejan Lučić promocije svojih knjiga održavao je u Studentskom kulturnom centru u Beogradu. Prva promocija je bila 1999. godine, kada je predstavio knjigu  Islamska republika Njemačka. Na toj promociji je pored autora, govorio i Lav Geršman. Druga promocija također bila je u Studentskom kulturnom centru u Beogradu, kada je predstavljena knjiga Kineska osveta. Nedavno je predstavljena knjiga Teorija zavjere zajedno s Vanjom Bulićem, drom Nedeljkom Dražićem i Tomislavom Kresojevićem novinarom i publicistom.
Srpskoj emigraciji u Njemačkoj i Sjedinjenim Američkim Državama održao je promociju svoje knjige Tajne albanske mafije.

## Dejan Lučić o svom podrijetlu
Dejan Lučić navodi da je potomak Jelene-Ilke Marković, koja je 11. listopada 1882. godine u Sabornoj crkvi u Beogradu pucala na srpskoga kralja Milana Obrenovića. Ovaj događaj je poznat kao Ilkin atentat. Lučić tvrdi i da je potomak vojvode Milenka Stojkovića iz Prvoga srpskoga ustanka. Također navodi da je njegov djed bio sudionikom prosvjeda u Beogradu 27. ožujka 1941. godine.

## Antisemitizam
Dejan Lučić autor je dvaju knjigâ Kraljevstvo Hazara, 1 i 2. U tim knjigama Židove naziva Kazarima koja po mišljenju Liberalno demokratske partije „sadrži skup najstrašnijih antisemitskih tekstova kojima se izravno poziva na linč Židova“. Predsjednik Saveza židovskih općina Aleksandar Nećak rekao je kako je knjiga Kraljevstvo Hazara "najklasičniji primjer pretiskanih antisemitskih izdanja i da je Dejan Lučić, uporni i dokazani antisemit".